# Manses
Manses település Franciaországban, Ariège megyében. Lakosainak száma 128 fő (2022. január 1.). Manses Coutens, Lapenne, Mirepoix, Saint-Félix-de-Tournegat, Teilhet és Tourtrol községekkel határos.

## Népesség
A település népességének változása:
| Lakosok száma | 155  | 127  | 138  | 122  | 131  | 133  | 126  | 120  | 119  | 128  |
|               | 1968 | 1982 | 1990 | 2006 | 2013 | 2015 | 2017 | 2019 | 2020 | 2022 |